# 1. FC Brno 2004/2005
Tento článek se podrobně zabývá soupiskou a statistikami týmu 1. FC Brno v sezoně 2004/2005.

## Důležité momenty sezony
- 11. místo v konečné ligové tabulce
- 3. kolo národního poháru

## Statistiky hráčů
- zahrnující ligu, evropské poháry a závěrečné boje národního poháru (osmifinále a výše)

| Pozice | Jméno           | Zápasy | Národnost |           |
| B      | Tomáš Belic     | 1      | Slovensko |           |
| B      | Michal Václavík | 29     | Česko     |           |
| Pozice | Jméno           | Zápasy | Góly      | Národnost |
| Z      | Libor Baláž     | 28     | 2         | Česko     |
| Z      | Michal Belej    | 3      | 1         | Česko     |
| Z      | Jaroslav Černý  | 20     | 4         | Česko     |
| O      | Marián Had      | 13     | 0         | Slovensko |
| Z      | Lukáš Hlavatý   | 15     | 0         | Česko     |
| Z      | Mario Holek     | 9      | 0         | Česko     |
| O      | Zdeněk Houšť    | 9      | 0         | Česko     |
| U      | Jiří Kowalík    | 8      | 0         | Česko     |
| U      | Karel Kroupa    | 29     | 2         | Česko     |
| O      | Petr Křivánek   | 12     | 0         | Česko     |
| Z      | Tomáš Máša      | 4      | 0         | Česko     |
| Z      | Pavel Mezlík    | 26     | 1         | Česko     |
| O      | Radek Mezlík    | 3      | 0         | Česko     |
| U      | Petr Musil      | 25     | 0         | Česko     |
| O      | Pavol Sedlák    | 1      | 0         | Slovensko |
| O      | Aleš Schuster   | 24     | 0         | Česko     |
| Z      | Petr Schwarz    | 1      | 0         | Česko     |
| O      | Patrik Siegl    | 24     | 1         | Česko     |
| Z      | Milan Svoboda   | 3      | 0         | Česko     |
| O      | Pavel Šustr     | 17     | 0         | Česko     |
| U      | Petr Švancara   | 25     | 5         | Česko     |
| O      | Jan Trousil     | 29     | 3         | Česko     |
| Z      | Karel Večeřa    | 23     | 3         | Česko     |
| U      | Luděk Zelenka   | 13     | 8         | Česko     |
| O      | Marek Zúbek     | 6      | 0         | Česko     |
| Z      | Martin Živný    | 12     | 0         | Česko     |

- hráči A-týmu bez jediného startu: Peter Brezovan, Martin Doležal, Martin Dupal, Lukáš Jiříkovský, Zdeněk Látal, Pavel Vrána
- trenéři: Stanislav Schwarz, Karel Jarůšek, Jiří Kotrba
- asistenti: Miroslav Soukup, Rostislav Horáček, Josef Hron

## Zápasy

### 1. Liga
- 1. a 16. kolo – 1. FC Brno – 1. FK Drnovice 1:0, 3:1
- 2. a 17. kolo – FK Chmel Blšany – 1. FC Brno 0:1, 1:1
- 3. a 18. kolo – 1. FC Brno – 1. FC Slovácko 1:0, 2:1
- 4. a 19. kolo – SK Slavia Praha – 1. FC Brno 3:0, 1:0
- 5. a 20. kolo – 1. FC Brno – SFC Opava 2:1, 0:2
- 6. a 21. kolo – SK Dynamo České Budějovice – 1. FC Brno 1:1, 0:0
- 7. a 22. kolo – 1. FC Brno – FK Teplice 1:3, 1:3
- 8. a 23. kolo – FC Slovan Liberec – 1. FC Brno 1:0, 2:1
- 9. a 24. kolo – 1. FC Brno – FC Tescoma Zlín 1:1, 3:3
- 10. a 25. kolo – SK Sigma Olomouc – 1. FC Brno 2:1, 1:0
- 11. a 26. kolo – 1. FC Brno – FC Marila Příbram 1:2, 3:1
- 12. a 27. kolo – FC Baník Ostrava – 1. FC Brno 1:1, 0:2
- 13. a 28. kolo – 1. FC Brno – AC Sparta Praha 0:1, 0:2
- 14. a 29. kolo – FK Mladá Boleslav – 1. FC Brno 4:0, 0:2
- 15. a 30. kolo – FK Jablonec 97 – 1. FC Brno 2:0, 2:1

### Národní pohár
- 2. kolo – SK Cukrovar Hrušovany – 1. FC Brno 1:4
- 3. kolo – FC TVD Slavičín – 1. FC Brno 0:0, 8:7p

## Klubová nej sezony
- Nejlepší střelec – Luděk Zelenka, 8 branek
- Nejvíce startů – Michal Václavík, Karel Kroupa, Jan Trousil 29 zápasů
- Nejvyšší výhra – 4:1 nad Cukrovarem Hrušovany
- Nejvyšší prohra – 0:4 s Mladou Boleslaví
- Nejvyšší domácí návštěva – 5 312 na utkání s Drnovicemi
- Nejnižší domácí návštěva – 919 na utkání se Zlínem